# يوري بانكيف
يوري بانكيف بالأوكراني (Юрій Михайлович Паньків ) من مواليد 3 نوفمبر 1984 هو حارس مرمى أوكراني محترف يلعب مع نادي أوليكساندريا الأوكراني .

## الأندية
كان بانكيف نتاج مدرسة نادي كارباتي لفيف الرياضية، ولكن بدا لأول مرة للفريق الأول . خلال بعض السنوات، لعب في أندية أوكرانية مختلفة، ولكن لم يشارك في الدوري الأوكراني الممتاز.
في عام 2009 وقع عقدًا مع ألكسندريا في الدوري الأوكراني، وفي عام 2011 ظهر لأول مرة في الدوري الممتاز مع فريقه ضد نادي فورسكلا بولتافا في 8 يوليو.
في 9 أغسطس 2012 ، ظهر بانكيف لأول مرة في دوري أوروبا ضد نادي ارسنال الأنجليزي .
في نوفمبر 2018 ، فاز بجائزة أفضل حارس مرمي أوكراني في جوائز كرة القدم السنوية.

## دوليا
في 27 مايو 2019 ، في سن 34 ، تم استدعاء بانكيف للمنتخب الوطني الأوكراني لأول مرة في حياته المهنية، بسبب إصابة دنيس بويكو.

## وصلات خارجية
- يوري بانكيف على موقع الاتحاد الأوربي (الإنجليزية)
- يوري بانكيف على موقع اتحاد أوكرانيا (الإنجليزية)
- يوري بانكيف على موقع قاعدة بيانات كرة القدم.إي يو (الإنجليزية)
- يوري بانكيف على موقع Soccerway.com (الإنجليزية)
- يوري بانكيف على موقع عالم كرة القدم.نت (الإنجليزية)

1. ↑  "Екс-голкіпер "Ниви" вийшов у Прем'єр-лігу". Галичина спортивна (بالأوكرانية). Archived from the original on 2016-10-28. Retrieved 2019-08-25.
2. ↑  "Mura 05 vs. Arsenal Kyiv - 9 August 2012 - Soccerway". int.soccerway.com. مؤرشف من الأصل في 2013-06-05. اطلع عليه بتاريخ 2019-08-25.
3. ↑  "Юрія Паньківа визнали голкіпером року | Футбольний клуб Олександрія". fco.com.ua. مؤرشف من الأصل في 2019-05-27. اطلع عليه بتاريخ 2019-08-25.
4. ↑  "Панькив — о вызове в сборную: Я долго ждал этого и мечтал". Евро 2020 на football.ua (بالروسية). Archived from the original on 2019-05-27. Retrieved 2019-08-25.